# Cophoscincopus senegalensis
Cophoscincopus senegalensis là một loài thằn lằn trong họ Scincidae. Loài này được Trape, Mediannikov & Trape mô tả khoa học đầu tiên năm 2012.